# Xã Magnolia, Quận Columbia, Arkansas
Xã Magnolia (tiếng Anh: Magnolia Township) là một xã thuộc quận Columbia, tiểu bang Arkansas, Hoa Kỳ. Năm 2010, dân số của xã này là 16.504 người.